# Kenny Clarke
Kenneth Clarke Spearman (Pittsburgh, Pennsylvania 9 de Janeiro de 1914 — Paris, 26 de Janeiro de 1985), mais conhecido como Kenny Clarke, foi um baterista de jazz norte-americano, e um dos primeiros no género bebop.

## Biografia
Kenny Clarke foi um dos primeiros bateristas de jazz do género bebop. Nos anos 40, Clarke era o baterista residente no clube de jazz Minton's Playhouse, onde ficava a tocar até tarde, depois do horário normal, com outros músicos. É apontado como o primeiro baterista a utilizar o ride para marcar o tempo da música. Esta técnica levava a um ritmo mais calmo do baterista. Devido a este estilo, Clarke foi apelidado de "Klook" ou "Klook-mop".
Kenny Clarke foi um dos membros fundadores do Modern Jazz Quartet, em 1951, participando em diversas sessões de gravação como baterista principal da Savoy Records. 
Em 1955, Connie Kay substituí-o no Modern Jazz Quartet e, a partir de 1956, Clarke viaja para Paris, onde trabalhava regularmente com músicos norte-americanos, formando o trio The Bosses (1959-1960), com Bud Powell e Oscar Pettiford.
Mais tarde em 1961, com o pianista belga Francy Boland, formou a banda Clarke-Francy Boland Big Band, com músicos europeus e norte-americanos, como Johnny Griffin e Ronnie Scott em saxofone tenor. Esta banda duraria cerca de onze anos. A partir de 1968, Kenny Clarke fez parte do quarteto de órgão do clarinetista Jean-Christian Michel por 10 anos, com o qual gravou cinco álbuns e deu inúmeros shows na Europa.